# Victor Wegnez
Victor Nicky Wegnez (* 25. Dezember 1995 in Brüssel) ist ein belgischer Hockeyspieler. 2018 wurde er Weltmeister, 2019 Europameister und 2021 Olympiasieger.

## Sportliche Karriere
Victor Wegnez war bereits im Juniorenbereich erfolgreich. So war er 2014 Vierter bei der Junioren-Europameisterschaft und 2016 Zweiter bei der Junioren-Weltmeisterschaft.
Bereits 2015 debütierte der Mittelfeldspieler in der belgischen Nationalmannschaft. 2017 wurde er dann zum Stammspieler. Er bestritt bis zum 4. August 2024 insgesamt 175 Länderspiele.
Im Jahr 2017 erreichten die Belgier bei der Europameisterschaft in Amstelveen das Finale mit einem Halbfinalsieg über die Deutschen nach Shootout. Im Finale gewannen die Niederländer mit 4:2. Die Weltmeisterschaft 2018 wurde im indischen Bhubaneswar ausgetragen. Die Belgier belegten in ihrer Vorrundengruppe den zweiten Platz hinter der indischen Mannschaft. Mit Siegen über die pakistanische Mannschaft und über die deutsche Mannschaft erreichten die Belgier das Halbfinale und gewannen dort mit 6:0 gegen die Engländer. Im Finale siegten die Belgier mit 3:2 im Shootout gegen die Niederländer und gewannen erstmals den Weltmeistertitel. 2019 bei der Europameisterschaft in Antwerpen gewannen die Belgier erstmals den Europameistertitel, wobei sie im Finale die Spanier mit 5:0 bezwangen. Bei der Europameisterschaft 2021 erhielten die Belgier die Bronzemedaille. Zwei Monate später gewannen die Belgier bei den Olympischen Spielen in Tokio das Finale gegen die Australier im Penaltyschießen.
Bei der Weltmeisterschaft 2023 in Bhubaneswar erreichten die Belgier erneut das Finale, diesmal unterlagen sie der deutschen Mannschaft im Penaltyschießen. Bei den Olympischen Spielen 2024 in Paris gewannen die Belgier ihre Vorrundengruppe, schieden aber im Viertelfinale gegen die Spanier aus. Wegnez war in allen sechs Spielen dabei.
Wegnez begann im Alter von fünf Jahren bei den KHC Dragons. Seit 2018 spielt er für den Royal Racing Club Bruxelles.